# Luis Basto
Pour les articles homonymes, voir Basto.
Luis Basto, né à Lourenço Marques (aujourd'hui Maputo) en 1969, est un photographe mozambicain qui travaille également pour le cinéma et utilise la vidéo.